# Malik Rose
Malik Jabari Rose (Filadélfia, 23 de novembro de 1974) é um ex-basquetebolista profissional norte-americano, e atualmente comentarista esportivo, servindo como analista de estúdio para o New York Knicks.